# Solūsh
Solūsh (persiska: سلوش) är en ort i Iran.   Den ligger i provinsen Gilan, i den norra delen av landet, 190 km nordväst om huvudstaden Teheran. Solūsh ligger 18 meter över havet och antalet invånare är 402.
Terrängen runt Solūsh är platt åt nordost, men åt sydväst är den kuperad.Runt Solūsh är det ganska tätbefolkat, med 134 invånare per kvadratkilometer. Närmaste större samhälle är Lāhījān, 18,2 km nordväst om Solūsh. Trakten runt Solūsh består till största delen av jordbruksmark.